# FIFA-Klub-Weltmeisterschaft 2009
Die FIFA-Klub-Weltmeisterschaft 2009 (engl.: FIFA Club World Cup 2009) war die sechste Austragung dieses weltweiten Fußballwettbewerbs für Vereinsmannschaften und fand vom 9. bis 19. Dezember erstmals in den Vereinigten Arabischen Emiraten statt. Mit dem FC Barcelona gewann zum dritten Mal in Folge eine europäische Mannschaft den Titel.

## Modus
Gegenüber dem seit 2007 geltenden Austragungsmodus gab es keine Änderungen. Das Turnier wurde mit sieben Teilnehmern ausgetragen. Neben den sechs Siegern der kontinentalen Meisterwettbewerbe auf Klubebene aus Asien, Afrika, der CONCACAF-Zone, Südamerika, Europa und Ozeanien auch der Meister des Gastgeberlandes, der ein Ausscheidungsspiel gegen den Sieger der OFC Champions League zu bestreiten hatte. Dessen Sieger spielte mit den Vertretern Afrikas, Asiens und der CONCACAF zwei Teilnehmer am Halbfinale aus. Für dieses waren die Teams aus Europa und Südamerika wie bisher gesetzt und bestritten nur je zwei Spiele. Gespielt wurde wie gehabt im K.-o.-System. In elf Tagen fanden acht Spiele statt.

## Spielstätten
| Abu Dhabi (Mohammed-Bin-Zayed-Stadion) |

| Abu Dhabi (Zayed-Sports-City-Stadion) |

| Abu Dhabi (Mohammed-Bin-Zayed-Stadion) |

| Abu Dhabi (Zayed-Sports-City-Stadion) |

## Teilnehmer
| Klub                    | Qualifikation                     | Kontinentalverband    |
| ----------------------- | --------------------------------- | --------------------- |
| Pohang Steelers         | AFC Champions League 2009         | AFC                   |
| FC Barcelona            | UEFA Champions League 2008/09     | UEFA                  |
| CF Atlante              | CONCACAF Champions League 2008/09 | CONCACAF              |
| TP Mazembe              | CAF Champions League 2009         | CAF                   |
| Estudiantes de La Plata | Copa Libertadores 2009            | CONMEBOL              |
| Auckland City FC        | OFC Champions League 2008/09      | OFC                   |
| Al-Ahli Dubai           | UAE League 2008/09                | AFC (Meister der VAE) |

## Das Turnier im Überblick
| Spiel              | Datum        | Ortszeit  | Stadion                    | Mannschaft 1     | Ergebnis             | Mannschaft 2            |
| ------------------ | ------------ | --------- | -------------------------- | ---------------- | -------------------- | ----------------------- |
| Ausscheidungsspiel | 9. Dezember  | 20:00 Uhr | Mohammed-Bin-Zayed-Stadion | Al-Ahli Dubai    | 0:2 (0:1)            | Auckland City FC        |
| Viertelfinale      | 11. Dezember | 20:00 Uhr | Mohammed-Bin-Zayed-Stadion | TP Mazembe       | 1:2 (1:0)            | Pohang Steelers         |
| Viertelfinale      | 12. Dezember | 20:00 Uhr | Zayed-Sports-City-Stadion  | Auckland City FC | 0:3 (0:1)            | CF Atlante              |
| Halbfinale         | 15. Dezember | 20:00 Uhr | Mohammed-Bin-Zayed-Stadion | Pohang Steelers  | 1:2 (0:1)            | Estudiantes de La Plata |
| Halbfinale         | 16. Dezember | 20:00 Uhr | Zayed-Sports-City-Stadion  | CF Atlante       | 1:3 (1:1)            | FC Barcelona            |
| Spiel um Platz 5   | 16. Dezember | 17:00 Uhr | Zayed-Sports-City-Stadion  | TP Mazembe       | 2:3 (0:1)            | Auckland City FC        |
| Spiel um Platz 3   | 19. Dezember | 17:00 Uhr | Zayed-Sports-City-Stadion  | Pohang Steelers  | 1:1 (1:0), 4:3 i. E. | CF Atlante              |

### Finale
| Estudiantes de La Plata                                                 | Estudiantes de La Plata | FC Barcelona | FC Barcelona |
| ----------------------------------------------------------------------- | --- | --- | ------------ |
| Estudiantes de La Plata                                                 | \| 19. Dezember 2009 um 20:00 Uhr in Abu Dhabi (Zayed-Sports-City-Stadion) \| \| Ergebnis: 1:2 n. V. (1:1, 1:0) \| \| Zuschauer: 43.050 \| \| Schiedsrichter: Benito Archundia ( Mexiko) \|                                                                                            | \| 19. Dezember 2009 um 20:00 Uhr in Abu Dhabi (Zayed-Sports-City-Stadion) \| \| Ergebnis: 1:2 n. V. (1:1, 1:0) \| \| Zuschauer: 43.050 \| \| Schiedsrichter: Benito Archundia ( Mexiko) \|                                        | FC Barcelona |
| Estudiantes de La Plata                                                 | Damián Albil – Leandro Desábato, Christian Cellay, Juan Manuel Díaz, Germán Ré (91. Faustino Rojo) – Clemente Rodríguez, Enzo Pérez (79. Maximiliano Núñez), Juan Sebastián Verón , Rodrigo Braña – Leandro Benítez (76. Matías Sánchez), Mauro Boselli Cheftrainer: Alejandro Sabella | Víctor Valdés – Dani Alves, Gerard Piqué, Carles Puyol , Éric Abidal – Xavi, Seydou Keita (46. Pedro), Sergio Busquets (79. Yaya Touré) – Zlatan Ibrahimović, Lionel Messi, Thierry Henry (83. Jeffrén) Cheftrainer: Pep Guardiola | FC Barcelona |
| Estudiantes de La Plata                                                 | 1:0 Mauro Boselli (37.) | 1:1 Pedro (89.) 1:2 Lionel Messi (110.) | FC Barcelona |
| Estudiantes de La Plata                                                 | Juan Díaz (45.+2'), Clemente Rodríguez (58.), Enzo Pérez (65.), Faustino Rojo (112.), Matías Sánchez (94.), Rodrigo Braña (119.), Leandro Desábato (119.) | Lionel Messi (23.), Thierry Henry (82.), Victor Valdés (118.) | FC Barcelona |
| 19. Dezember 2009 um 20:00 Uhr in Abu Dhabi (Zayed-Sports-City-Stadion) | | |              |
| Ergebnis: 1:2 n. V. (1:1, 1:0)                                          | | |              |
| Zuschauer: 43.050                                                       | | |              |
| Schiedsrichter: Benito Archundia ( Mexiko)                              | | |              |

### Kader des FC Barcelona
Folgende Spieler standen im 23-Mann-Kader des FC Barcelona:
| 1.           | FC Barcelona |
| ------------ | --- |
| FC Barcelona | - Tor: Rubén Miño (0 Spiele / 0 Tore), José Manuel Pinto (-), Víctor Valdés (2/0) - Abwehr: Éric Abidal (2/0), Dani Alves (2/0), Rafael Márquez (1/0), Maxwell (-), Gabriel Milito (-), Gerard Piqué (2/0), Carles Puyol (2/0), Dmytro Tschyhrynskyj (-) - Mittelfeld: Sergio Busquets (2/1), Andrés Iniesta (1/0), Seydou Keita (1/0), Jonathan dos Santos (-), Yaya Touré (2/0), Xavi (2/0) - Sturm: Thierry Henry (1/0), Zlatan Ibrahimović (2/0), Jeffrén (1/0), Bojan Krkić (1/0), Lionel Messi (2/2), Pedro (2/2) - Cheftrainer: Pep Guardiola |

## Schiedsrichter
| Verband  | Schiedsrichter   | Assistenten                          |
| -------- | ---------------- | ------------------------------------ |
| AFC      | Matthew Breeze   | Jason Power Benjamin Wilson          |
| AFC      | Ravshan Ermatov  | Abduhamidullo Rasulov Rafael Ilyasov |
| CAF      | Coffi Codjia     | Alexis Fassinou Desire Gahungu       |
| CONCACAF | Benito Archundia | Marvin Torrentera Hector Vergara     |
| CONMEBOL | Carlos Simon     | Roberto Braatz Altemir Hausmann      |
| OFC      | Peter O’Leary    | Brent Best Matthew Taro              |
| UEFA     | Roberto Rosetti  | Stefano Ayroldi Cristiano Copelli    |

## Statistik
| Rang | Klub                    |
| ---- | ----------------------- |
| 1    | FC Barcelona            |
| 2    | Estudiantes de La Plata |
| 3    | Pohang Steelers         |
| 4    | CF Atlante              |
| 5    | Auckland City FC        |
| 6    | Tout Puissant Mazembe   |
| 7    | Al-Ahli Dubai           |

| Rang | Spieler             | Klub                    | Tore |
| ---- | ------------------- | ----------------------- | ---- |
| 1    | Denilson            | Pohang Steelers         | 4    |
| 2    | Leandro Benítez     | Estudiantes de La Plata | 2    |
|      | Jason Hayne         | Auckland City FC        | 2    |
|      | Lionel Messi        | FC Barcelona            | 2    |
|      | Pedro               | FC Barcelona            | 2    |
| 6    | Daniel Arreola      | CF Atlante              | 1    |
|      | Mbenza Bedi         | Tout Puissant Mazembe   | 1    |
|      | Christian Bermúdez  | CF Atlante              | 1    |
|      | Mauro Boselli       | Estudiantes de La Plata | 1    |
|      | Chad Coombes        | Auckland City FC        | 1    |
|      | Adam Dickinson      | Auckland City FC        | 1    |
|      | Ngandu Kasongo      | Tout Puissant Mazembe   | 1    |
|      | Jean Kasusula       | Tout Puissant Mazembe   | 1    |
|      | Rafael Márquez      | CF Atlante              | 1    |
|      | Guillermo Rojas     | CF Atlante              | 1    |
|      | Sergio Busquets     | FC Barcelona            | 1    |
|      | Lucas António Silva | CF Atlante              | 1    |
|      | Riki van Steeden    | Auckland City FC        | 1    |

## Ehrungen

### Goldener Ball
Der „Goldene Ball“ für den besten Spieler des Turniers ging an den Argentinier Lionel Messi vom FC Barcelona. Der „Silberne Ball“ mit Juan Sebastián Verón von Estudiantes de La Plata an einen weiteren Argentinier und der „Bronzene Ball“ mit dem Spanier Xavi an einen weiteren Spieler vom Titelträger FC Barcelona.

### FIFA-Fair-Play-Trophäe
Den Fair-Play-Preis für sportlich korrektes Auftreten auf und außerhalb des Rasens erhielt der mexikanische Klub CF Atlante.